# Seiridium cardinale
Espèce
Seiridium cardinale est une espèce de champignons ascomycètes de la famille des Amphisphaeriaceae.
Ce champignon est le principal agent causal du chancre cortical du cyprès, maladie fongique qui affecte diverses espèces d'arbres du genre Cupressus, notamment Cupressus sempervirens, le cyprès de Provence. Cette maladie entraîne le dépérissement des arbres infectés et en a détruit des millions en Italie centrale notamment.

## Synonyme
Selon Catalogue of Life (17 août 2014) :	
- Coryneum cardinale W.W. Wagener 1939.